# Paraschoenionta shelfordi
Paraschoenionta shelfordi – gatunek chrząszcza z rodziny kózkowatych i podrodziny zgrzypikowych. Jedyny przedstawiciel rodzaju Paraschoenionta.

## Zasięg występowania
Gatunek ten występuje na Borneo.